# Pawston
Pawston är en ort i civil parish Kilham, i grevskapet Northumberland i England. Orten är belägen 15 km från Wooler. Paston var en civil parish 1866–1955 när det uppgick i Kilham. Civil parish hade 80 invånare år 1951.